# Jönssonligan & Wall Enberg
Jönssonligan & Wall Enberg är en svensk film med planerad premiär i december 2026. Filmen är en uppföljare till Jönssonligan kommer tillbaka.

## Rollista
| Robert Gustafsson   | – Charles-Ingvar Jönsson |
| Jonas Karlsson      | – Ragnar Vanheden        |
| Anders Jansson      | – Dynamit-Harry          |
| Jennie Silfverhjelm | – Doris Kruth            |
| Johan Rabaeus       | – Wall-Enberg Jr.        |